# Amtsgericht Laasphe
Das Amtsgericht Laasphe war von 1879 bis 1969 ein Amtsgericht mit Sitz in Bad Laasphe.

## Geschichte
In Laasphe bestand von 1849 bis 1879 die Gerichtskommission Laasphe des Kreisgerichts Siegen. Im Rahmen der Reichsjustizgesetze wurden 1879 reichsweit einheitlich Oberlandes-, Land- und Amtsgerichte gebildet. Das königlich preußische Amtsgericht Laasphe wurde mit Wirkung zum 1. Oktober 1879 als eines von 19 Amtsgerichten im Bezirk des Landgerichtes Arnsberg im Bezirk des Oberlandesgerichtes Hamm gebildet. Der Sitz des Gerichts war die Stadt Laasphe. Sein Gerichtsbezirk umfasste aus dem Kreis Wittgenstein den Stadtbezirk Laasphe, den Schlossbezirk Sayn-Wittgenstein-Hohenstein, das Amt Banfe und das Amt Erndtebrück ohne die Orte Erndtebrück, Schameder und Zinse. Am Gericht bestand 1880 eine Richterstelle. Das Amtsgericht war damit ein kleines Amtsgericht im Landgerichtsbezirk. Am 1. Oktober 1933 wurde das Landgericht Siegen mit dem Preußischen Gesetz über die Neugliederung von Gerichtsbezirken im Bereich der Oberlandesgerichte Frankfurt am Main, Hamm und Köln vom 23. Juni 1933 gegründet und das Amtsgericht Laasphe seinem Sprengel zugeordnet.
Mit dem Ersten Gesetz zur Änderung der Organisation der ordentlichen Gerichtsbarkeit vom 24. Juni 1969 wurde das Amtsgericht Laasphe zum 31. Dezember 1969 aufgehoben.